# Kabatija
Kabatija (arab. قباطية) – miasto w Autonomii Palestyńskiej (Zachodni Brzeg). Według danych szacunkowych na rok 2012 liczy 21 238 mieszkańców.